# Cerrillos, Argentina
Cerrillos är en kommunhuvudort i Argentina.   Den ligger i provinsen Salta, i den norra delen av landet, 1 300 km nordväst om huvudstaden Buenos Aires. Cerrillos ligger 1 256 meter över havet och antalet invånare är 17 634.
Terrängen runt Cerrillos är huvudsakligen platt, men åt sydost är den kuperad. Terrängen runt Cerrillos sluttar österut. Runt Cerrillos är det ganska tätbefolkat, med 60 invånare per kvadratkilometer.. Närmaste större samhälle är Salta, 14,6 km nordost om Cerrillos. 
I omgivningarna runt Cerrillos växer i huvudsak lövfällande lövskog.